# کوسناخت
کوسناخت یکی از شهرهای کانتون شوئیز در کشور سوئیس است که ۱۱٬۳۰۰ نفر جمعیت دارد.